# Smuteční buk u školy
Smuteční buk u školy je památný strom, buk lesní (Fagus sylvatica 'Pendula' ) v Sadově, v okrese Karlovy Vary v Karlovarském kraji. Solitérní kultivar buku lesního s převislými větvemi roste mezi silnicí a levým břehem Sadovského potoka zhruba 100 metrů jihovýchodně od základní a mateřské školy. Korunu stromu vytvářejí pokroucené a propletené kosterní větve. Slabší větve stromu splývají z koruny až k zemi a poutají pozornost v každé roční době.
Obvod kmene měří 188 cm, koruna stromu sahá do výšky 18 m (měření 2014). Buk je chráněn od roku 2014 jako dendrologicky cenný taxon s významným vzrůstem.

## Stromy vokolí
- Duby u tvrze
- Körnerův dub
- Dalovické lípy
- Zámecký dub
- Lípa u kapličky